# Lukas Knapp
Lukas Knapp (* 29. Mai 1997) ist ein österreichischer Sportkletterer. Bei den Europaspielen 2023 in Tarnów in Polen gewann er die Goldmedaille im Speedklettern.

## Leben
Lukas Knapp begann im Alter von 12 Jahren mit dem Klettern und nahm zunächst an Wettkämpfen im Vorstieg teil, bevor er seinen Schwerpunkt auf die Disziplin Speed verlegte. 2015 wurde er erstmals Österreichischer Staatsmeister im Speedklettern, 2016 und 2018 folgten zwei weitere Staatsmeister-Titel in dieser Disziplin.
2022 nahm er für Österreich an den European Championships in München teil. Bei den Europaspielen 2023 in Tarnów in Polen gewann er das Finale im Speedklettern in 5,892 Sekunden gegen den Franzosen Marceau Garnier. Im Juni 2024 kletterte er beim IFSC Climbing World Cup Innsbruck 2024 im Speed-Europacup zu Gold.
Knapp stammt aus Hof bei Salzburg und trainiert in Innsbruck. Neben dem Klettern studiert er Business Administration.

## Erfolge (Auswahl)
- 2015, 2016 und 2018: Österreichischer Staatsmeister im Speedklettern
- 2019: Europameisterschaft Edinburgh – 13. Platz
- 2022: Weltcup Edinburgh – 15. Platz
- 2022: Europameisterschaft München – Platz 11
- 2022: Europacup Innsbruck – 7. Platz[4][7]
- 2023: Europaspiele – Gold im Speedklettern[2]
- 2024: Europacup Innsbruck – Gold[5][6]

## Auszeichnungen
- 2025: Salzburger Sport-Ehrenlorbeer in Silber[8][9]